# Pabay Mor
Pabay Mor, schottisch-gälisch: Pabaigh Mòr, ist eine schottische Insel der Äußeren Hebriden. Sie liegt in der gleichnamigen Council Area und war historisch Teil der traditionellen Grafschaft Ross-shire beziehungsweise der Verwaltungsgrafschaft Ross and Cromarty.

## Geographie
Pabay Mor liegt in der Bucht Loch Roag vor der Westküste der Insel Lewis. Die Insel liegt zwischen Great Bernera und Lewis, von denen sie durch 2,7 Kilometer beziehungsweise 370 Meter weite Wasserstraßen getrennt ist. Die kleine Schwesterinsel Pabay Beg liegt nördlich. An der schmalsten Stelle ist sie gerade noch 70 Meter von Pabay Mor getrennt. Vacasay liegt rund 450 Meter südöstlich. Auf Lewis liegt die Ortschaft Valtos gegenüber.
Die Insel weist eine maximale Länge von 1,7 Kilometern bei einer Breite von höchstens 890 Metern auf. Hieraus ergibt sich eine Fläche von 101 Hektar. Ihre höchste Erhebung ragt 68 Meter über den Meeresspiegel auf. Auf Pabay Mor befinden sich zwei kleine Süßwasserseen.

## Geschichte
Die heute unbewohnte Insel war bis 1827 besiedelt. In diesem Jahr wurde ihre Bevölkerung im Zuge der Highland Clearances vertrieben, um Weideflächen für Schafe zu schaffen.
Pabay Mor weist eine lange Besiedlungsgeschichte auf. Eine Steinanordnung im Nordwesten der Insel könnte auf eine Besiedlung in der Stein- oder Bronzezeit hindeuten. Verschiedene an der Nordostküste gefundenen Artefakte sowie eine Begräbnisstätte datieren vermutlich aus der Bronzezeit. Verschiedene Cairns sowie Überreste von Hütten belegen die Besiedlung über einen langen Zeitraum.
Mit der St Peter’s Church besaß Pabay Mor einst eine Kapelle. Sie befand sich im Südostteil der Insel. Ihre Überreste sind heute als Scheduled Monument denkmalgeschützt.